# Adesso (Michele Zarrillo)
Adesso è il terzo album di Michele Zarrillo, pubblicato nel 1992 dalla RTI Music (etichetta discografica del gruppo Mediaset).

## Descrizione
Il disco esce dopo la partecipazione di Zarrillo al Festival di Sanremo 1992 con Strade di Roma. I testi delle canzoni sono interamente scritti da Vincenzo Incenzo (nuovo paroliere di Zarrillo) ad eccezione di quello del brano sanremese, firmato da Incenzo con Antonello Venditti. Le musiche, invece, sono tutte composte dallo stesso Zarrillo. L'album contiene anche Innamorando, altro brano che, insieme alla title track, nel corso del tempo assumerà una certa rilevanza nella discografia dell'artista.
Adesso è inoltre il primo lavoro di Zarrillo prodotto da Alessandro Colombini: per il cantautore romano rappresenta il nuovo punto di partenza che darà la svolta alla sua carriera.

## Tracce
Testi di Vincenzo Incenzo, musiche di Michele Zarrillo (eccetto dov'è indicato).
1. Strade di Roma – 4:55 (testo: Antonello Venditti, Vincenzo Incenzo)
2. Io senza pietà – 4:35
3. Io ti volevo difendere – 3:44
4. E poi perdemmo il paradiso – 4:38
5. I giorni di una vita – 3:19
6. Il segreto di una donna – 5:11
7. Amarsi è nell'istinto naturale – 4:50
8. Adesso – 5:34
9. Innamorando – 5:21

Durata totale: 42:07

## Formazione
- Michele Zarrillo – voce, tastiera
- Adriano Lo Giudice – basso
- Danilo Cherni – tastiera
- Maurizio Galli – basso
- Lele Anastasi – batteria
- Maurizio Perfetto – chitarra
- Giorgio Costantini – tastiera
- Eric Daniel – sassofono soprano
- Claudia Arvati, Giulietta Zanardi – cori